# Альбек (Каринтия)
Альбек (нем. Albeck (Kärnten)) — община без статуса (нем. Gemeinde) в Австрии, в федеральной земле Каринтия.
Входит в состав округа Фельдкирхен.  Население составляет 996 человек (на 1 января 2018 года). Занимает площадь 99,48 км². Официальный код  —  2 10 01.

## Фотографии

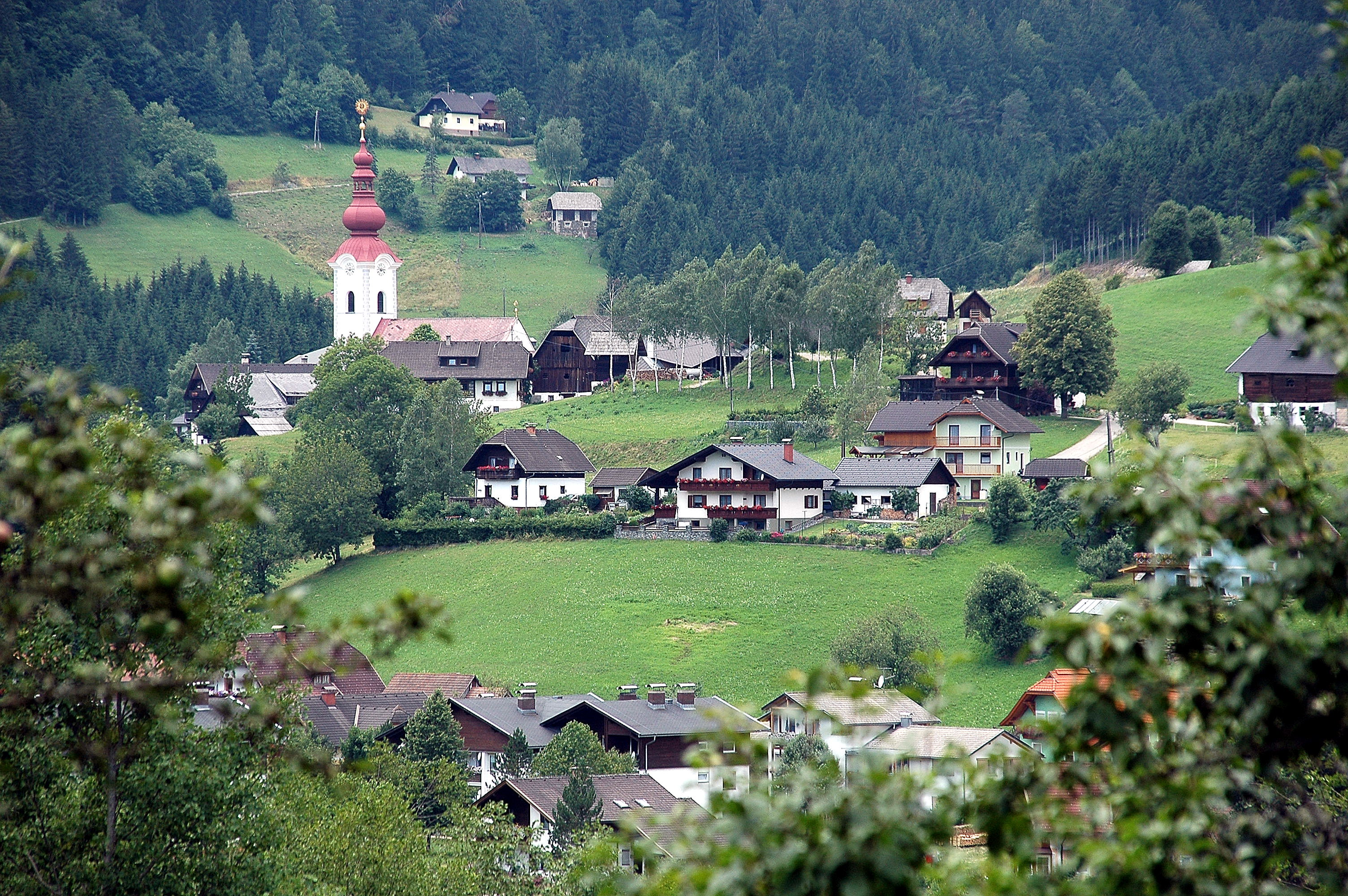
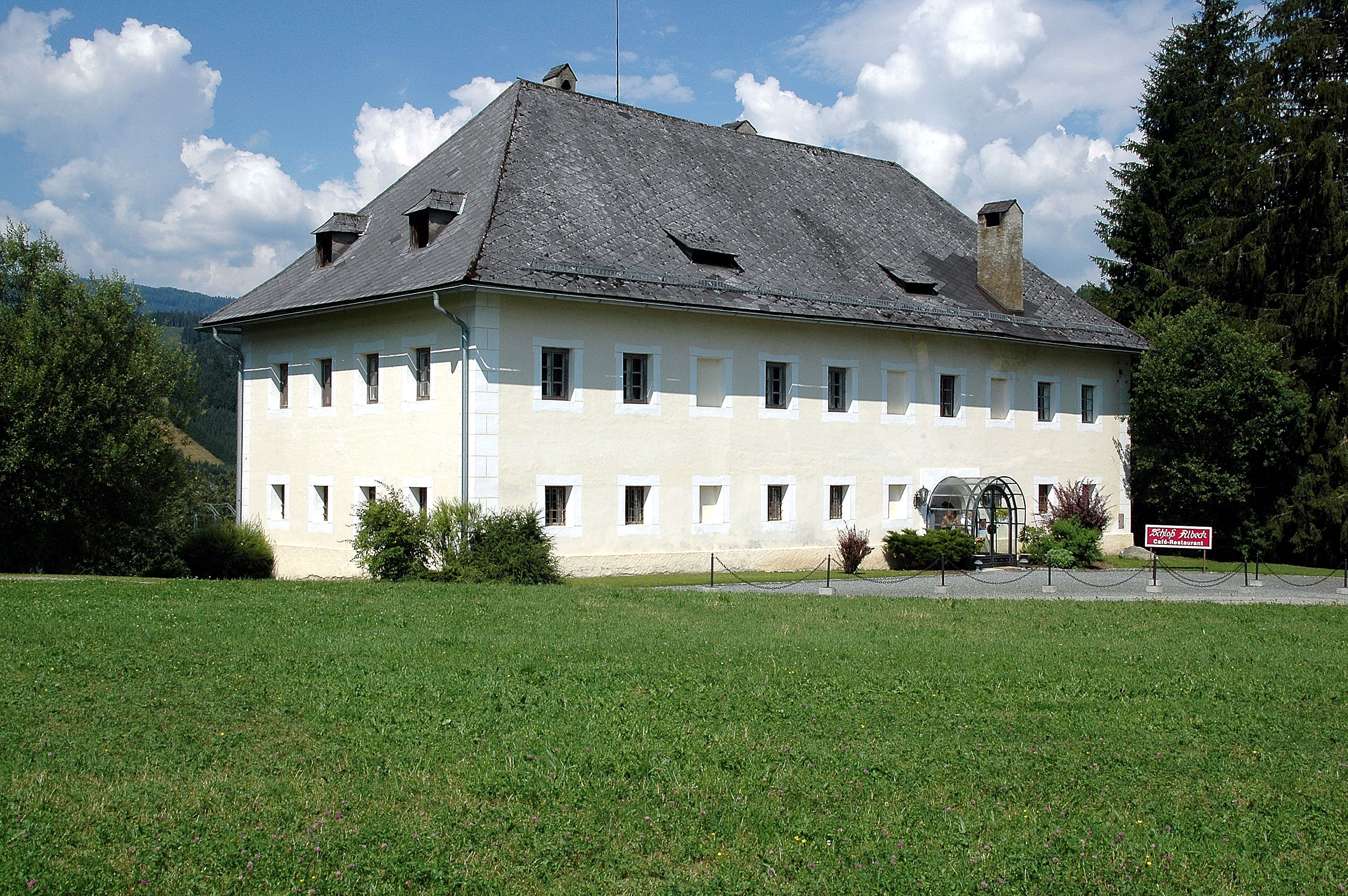
Замок
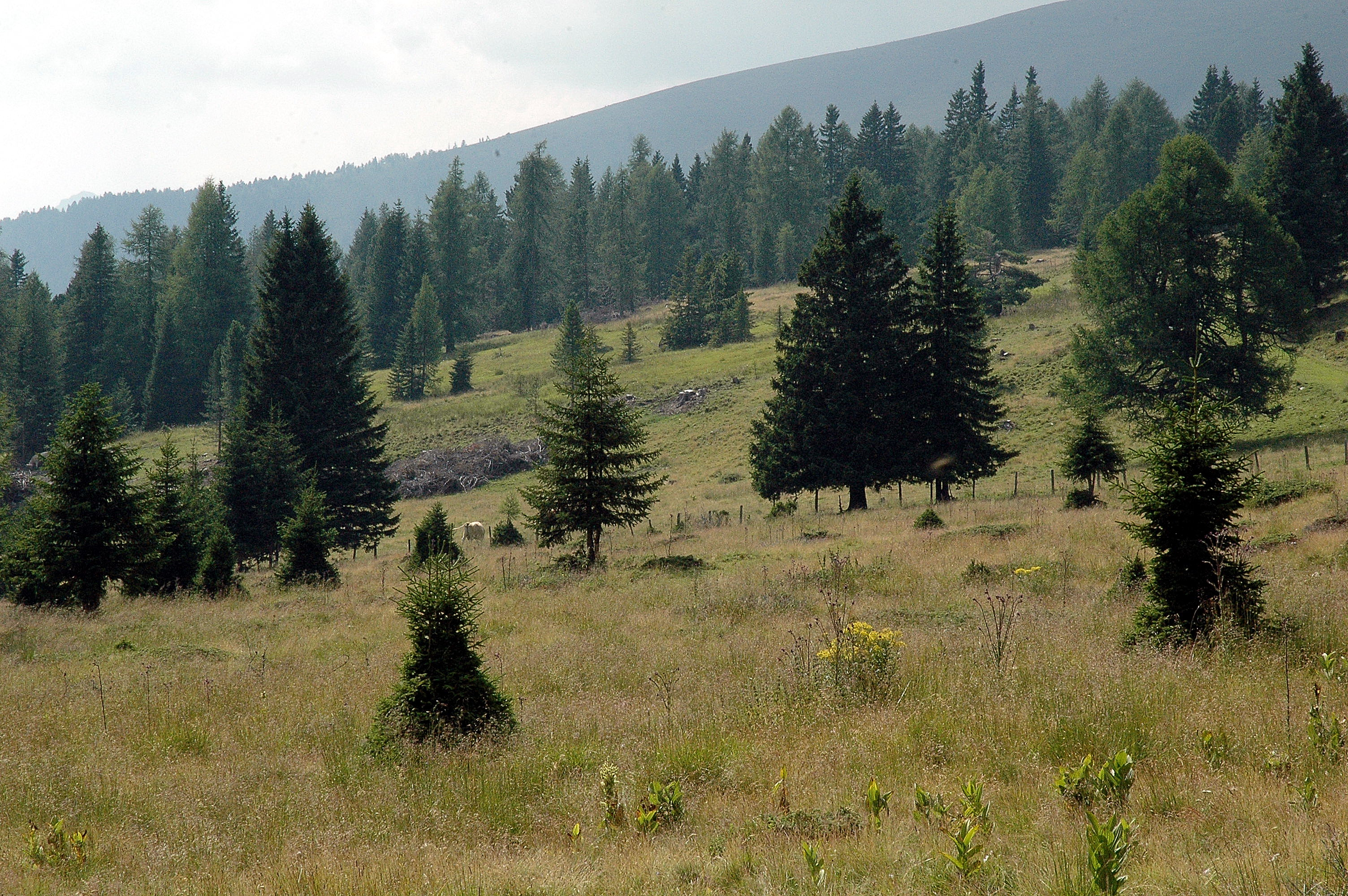

## Политическая ситуация
Бургомистр общины — Алойс Мёдричер (АНП) по результатам выборов 2003 года.
Совет представителей общины (нем. Gemeinderat) состоит из 15 мест.
- АНП занимает 6 мест.
- АПС занимает 5 мест.
- СДПА занимает 4 места.